# Hugo Vandermersch
Hugo Vandermersch, né le 5 mai 1999 à Blendecques en France, est un footballeur français qui joue au poste d'arrière droit au FC Saint-Gall.

## Biographie

### SM Caen
Né à Blendecques, en France, Hugo Vandermersch est formé par l'US Boulogne. En 2015, il rejoint le SM Caen, où il doit dans un premier temps renforcer l'équipe réserve.
Le 23 juillet 2019, il signe son premier contrat professionnel avec le SM Caen. Un mois plus tard, le 23 août, il fait sa première apparition en professionnel, lors d'une rencontre de Ligue 2 face au Chamois niortais. Il est titulaire lors de cette rencontre, qui se solde par un match nul (1-1). Le 16 novembre de la même année, il inscrit son premier but lors d'une rencontre de Coupe de France face à l'ASI Mûrs-Erigné. Son équipe s'impose largement par six buts à zéro ce jour-là.
Le 18 février 2020, Vandermersch prolonge son contrat avec le club normand jusqu'en juin 2024.
Alors qu'il s'impose comme un joueur régulier de l'équipe première lors de la saison 2020-2021 au SM Caen, Vandermersch se blesse gravement au genou fin avril, victime d'une rupture du ligament croisé mettant un terme à sa saison. Son indisponibilité est estimée à plusieurs mois.
Vandermersch fait son retour sur les terrains en novembre 2021, jouant son premier match depuis sa blessure le 13 novembre contre le Dinan Léhon FC, en coupe de France. Il est titularisé mais son équipe s'incline après une séance de tirs au but. Il se distingue le 4 décembre suivant face à l'AJ Auxerre, en inscrivant son premier but en Ligue 2. Les deux équipes se séparent toutefois sur un match nul de deux partout ce jour-là,.
Le 14 juin 2022, Vandermersch prolonge de nouveau son contrat jusqu'en 2026.

### SV Elversberg
Lors de la dernière journée du mercato d'été 2023 il rejoint le SV Elversberg sous forme d'un prêt sans option d'achat pour la saison 2023-2024. 
Il joue son premier match pour Elversberg le 16 septembre 2023, en étant titularisé lors d'une rencontre de championnat face au Hambourg SV. Son équipe l'emporte par deux buts à un ce jour-là. Il s'affirme rapidement en tant que joueur incontournable au sein d'une défense à quatre, enchainant 18 titularisations consécutives entre septembre 2023 et février 2024. Il marque son premier but le 18 février 2024, contribuant à la victoire 3-1 contre le VfL Osnabrück.

### FC Saint-Gall
Le 4 Septembre 2024, le joueur s'engage avec le FC Saint-Gall en première division Suisse pour une indemnité estimée à 800 000 euros,. Son contrat cours jusqu'en 2028. 

## Statistiques
| Saison                | Club                  | Championnat           | Championnat | Championnat | Championnat | Coupe(s) nationale(s) | Coupe(s) nationale(s) | Coupe(s) nationale(s) | Compétition(s) continentale(s) | Compétition(s) continentale(s) | Compétition(s) continentale(s) | Compétition(s) continentale(s) | Total | Total | Total |
| Saison                | Club                  | Division              | M.          | B.          | P.d.        | M.                    | B.                    | P.d.                  | Comp.                          | M.                             | B.                             | P.d.                           | M.    | B.    | P.d.  |
| 2019-2020             | SM Caen               | Ligue 2               | 19          | 0           | 0           | 4                     | 1                     | 0                     | -                              | -                              | -                              | -                              | 23    | 1     | 0     |
| 2020-2021             | SM Caen               | Ligue 2               | 31          | 0           | 1           | 2                     | 0                     | 0                     | -                              | -                              | -                              | -                              | 33    | 0     | 1     |
| 2021-2022             | SM Caen               | Ligue 2               | 18          | 1           | 3           | 1                     | 0                     | 0                     | -                              | -                              | -                              | -                              | 19    | 1     | 3     |
| 2022-2023             | SM Caen               | Ligue 2               | 34          | 1           | 2           | 2                     | 0                     | 0                     | -                              | -                              | -                              | -                              | 36    | 1     | 2     |
| 2023-2024             | SM Caen               | Ligue 2               | 3           | 0           | 0           | -                     | -                     | -                     | -                              | -                              | -                              | -                              | 3     | 0     | 0     |
| 2023-2024             | SV Elversberg (prêt)  | 2. Bundesliga         | 26          | 2           | 2           | -                     | -                     | -                     | -                              | -                              | -                              | -                              | 26    | 2     | 2     |
| 2024-2025             | SM Caen               | Ligue 2               | 3           | 0           | 0           | -                     | -                     | -                     | -                              | -                              | -                              | -                              | 3     | 0     | 0     |
| Sous-total SM Caen    | Sous-total SM Caen    | Sous-total SM Caen    | 108         | 2           | 6           | 9                     | 1                     | 0                     | -                              | -                              | -                              | -                              | 117   | 3     | 6     |
| 2024-2025             | FC Saint-Gall         | Super League          | 12          | 0           | 1           | 2                     | 0                     | 0                     | C4                             | 4                              | 1                              | 3                              | 18    | 1     | 4     |
| Total sur la carrière | Total sur la carrière | Total sur la carrière | 146         | 4           | 9           | 11                    | 1                     | 0                     | -                              | 4                              | 1                              | 3                              | 161   | 6     | 12    |